# Vulcanocanthon seminulum
Vulcanocanthon seminulum är en skalbaggsart som beskrevs av Edgar von Harold 1867. Vulcanocanthon seminulum ingår i släktet Vulcanocanthon och familjen bladhorningar. Inga underarter finns listade i Catalogue of Life.